# ميخائيل كينورثي
ميخائيل كينورثي (بالإنجليزية: Michael Kenworthy)‏ هو ممثل أمريكي، ولد في 18 أغسطس 1975 في نيو أورلينز في الولايات المتحدة.

## وصلات خارجية
- ميخائيل كينورثي على موقع IMDb (الإنجليزية)
- ميخائيل كينورثي على موقع قاعدة بيانات الفيلم (الإنجليزية)